# Svenning Rytter
Svenning Krag Nielsen Rytter (født 19. januar 1875 i Veddum, død 7. september 1957 i København) var en dansk politiker og minister.
Han blev født i Veddum i Himmerland som søn af gårdejer Søren Rytter, der havde været tilhænger af Estrup, og Magrethe Svenningsen.
På et møde i Færøkommissionen den 5. december 1918 oplyste Svenning Rytter, at han "nærmest var konservativ".
Svenning Rytter blev student fra latinskolen i Aalborg i 1894 og cand.jur. i 1900. Efter sin kandidateksamen tjente han syv år for Justitsministeriet, først som juridisk manuduktør 1900-11; assistent ved juridisk laboratorium 1903-10 og assistent fra 1904.
I 1902 blev han gift med Klitta Løchte, med hvem han fik børnene Karen og Arne Rytter.
I 1911 blev han udnævnt til amtmand over Færøerne. Sympatier overfor Sambandspartiet førte ham i opposition til Ministeriet Zahle II ind i Venstre. Da Rytter i protest over for justitsminister Zahle nedlagde sit embede, blev han dommer ved Østre Landsret. Han var allerede blevet overretsassessor i København 1918 og var også formand for østre fremlejenævn fra 1919.
I 1920 blev han på Lolland-Falster for Venstre valgt til Folketinget, hvor han sad til 1929. Han afløste derefter Zahle som justitsminister i Ministeriet Neergaard II og III 1920-1924. Han beklædte samme post i Ministeriet Madsen-Mygdal 1926-1929.
Han var en fagligt dygtig, handlekraftig og stringent administrator. Af den lovgivning han fik gennemført kan nævnes medhjælperloven af 1921, hvor tyende blev stillet på lige fod med andre arbejdere, og skudsmålsbogen blev afskaffet. Han lod politiet beskytte de frivillige strejkebrydere, der under navnet Samfundshjælpen påtog sig arbejde i Københavns Havn ved urolighederne efter Påskeforliget 1920.
Svenning Rytter var medlem af Landstinget 1929-1947. Han var også kgl. bankkommissær 1920-24; formand for administrationskommissionen til 1924; præsident i Københavns Byret 1926 og 1929-45, medlem af Rigsretten 1932-47; 2. viceformand i Landstinget 1936, 1. viceformand 1940-47. Han var censor ved de juridiske eksaminer 1923-52; medlem af det i.h.t. den dansk-belgiske forligs- og voldgiftstraktat oprettede forligsnævn 1928-50; medlem af Universitetskommissionen 1942, af Lønningskommissionen 1943 og af den dansk-islandske delegation 1945 samt af bestyrelsen for Rask-Ørsted Fondet 1942; formand for repræsentantskabet i Dansk Spare-Selskab 1946.
Få dage før folketingsvalget i september 1920 blev han Kommandør af 2. grad af Dannebrogordenen. I 1940 blev han Kommandør af 1. grad, og i 1947 blev han Dannebrogsmand.
I 1953 udgav han bogen Retsopgøret under og efter Besættelsen.

## Ekstern kilde/henvisning
- Thorsen, Svend De danske ministerier 1901-1929, Nyt Nordisk Forlag Arnold Busck, 1972.
- Kraks Blå Bog 1957